# Palacio Municipal de La Plata
El Palacio Municipal de La Plata es el edificio donde tiene su sede el Gobierno Local del municipio homónimo, en Argentina. En él se encuentra el despacho del intendente, que es el jefe del Poder Ejecutivo.
Es una de las grandes obras arquitectónicas de la ciudad. Situado en entre las calles 51, 53, 11 y 12, está separado de la catedral por la plaza Moreno.

## Historia

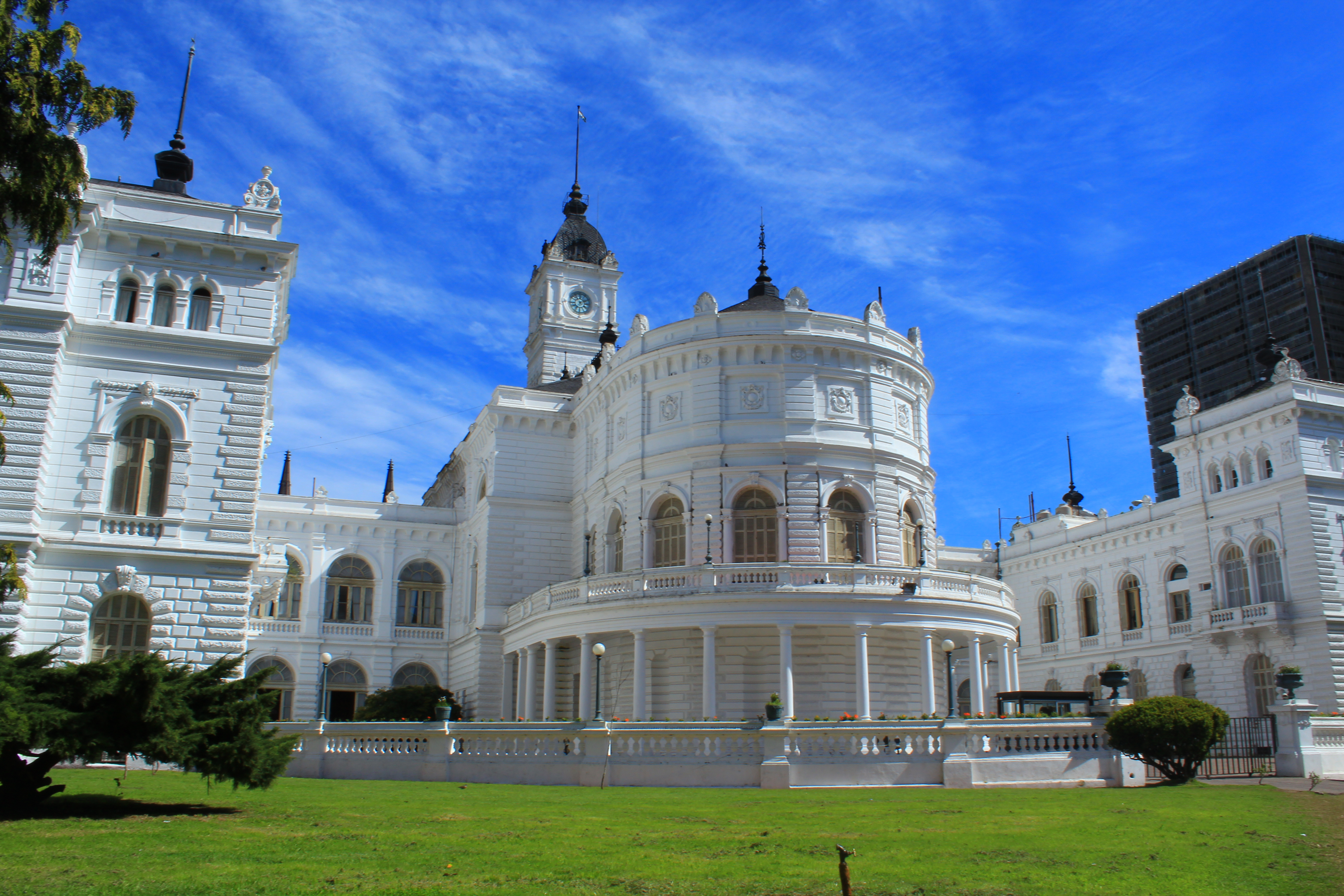
El conocido contrafrente del edificio, de forma semicircular, sobre la calle 11.

Su construcción empezó en junio de 1883, a cargo del arquitecto alemán Hubert Stier de la Escuela Politécnica de Hannover, y el edificio estuvo habilitado hacia 1888. 
En enero de 2013, comenzó la primera etapa de una restauración general del edificio, comprendiendo el Salón Dorado en un período inicial de hasta cinco meses.

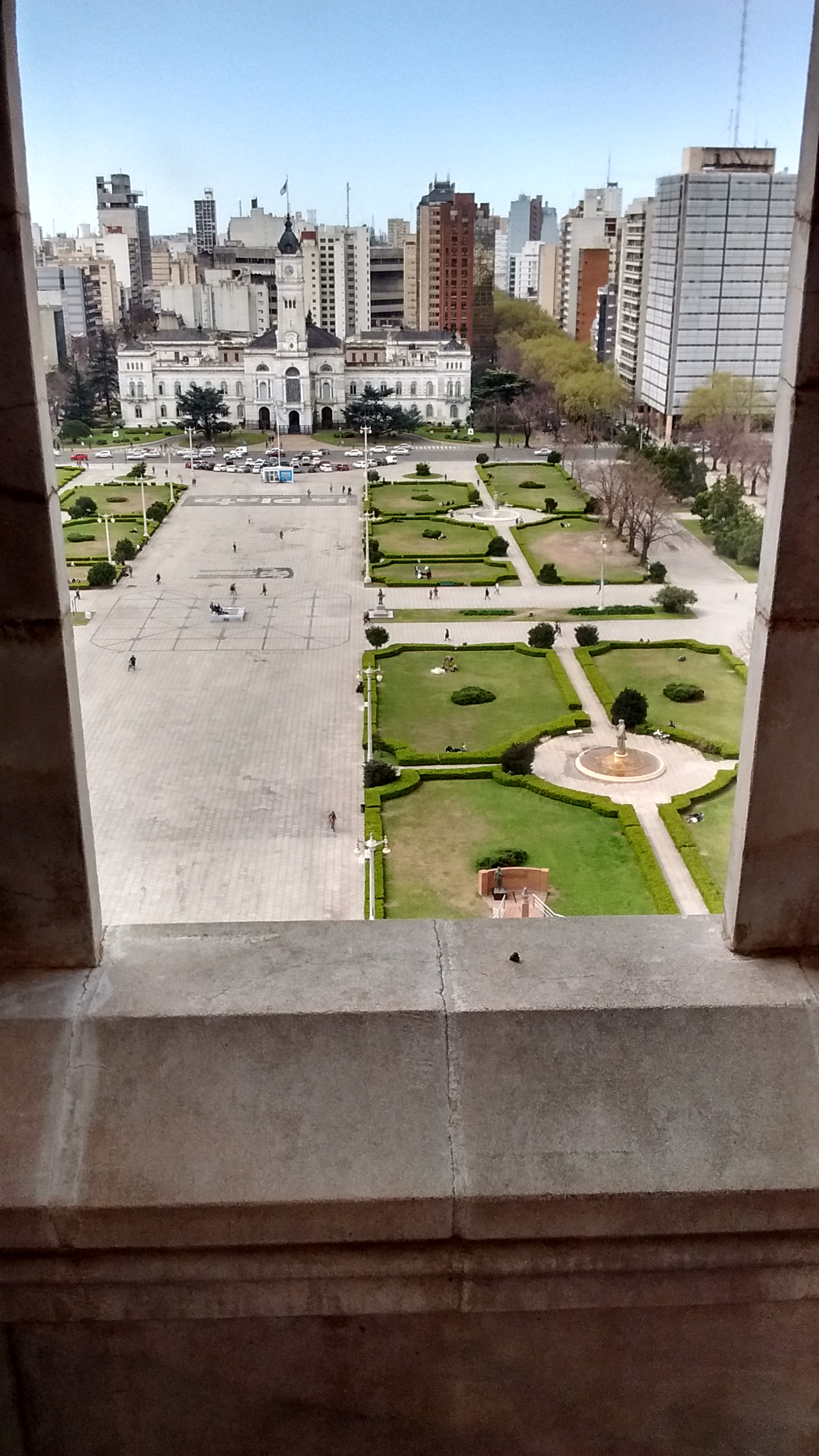
Vista de la plaza Moreno de la ciudad de La Plata:

## Arquitectura
Dentro de la escuela arquitectónica de Beaux Arts, tiene un estilo neorrenacentista alemán, y la edificación cubre una superficie de 14.400 m² (incluyendo los jardines). El Palacio Municipal se destaca por su torre, típica de los ayuntamientos europeos, en la que se observa un reloj “Gillette” inglés, que data de 1878, primero estuvo ubicado en la Estación 19 de Noviembre y fue trasladado en 1886. Consta de una maquinaria de 300 piezas.
Desde el hall se accede al primer piso, donde está el Salón Dorado de estilo barroco, y muestra influencias romana, alemana, griega y francesa. El piso es de roble de Eslavonia, los vitrales son alemanes y las arañas, de bronce, reúnen 78 lámparas y 1200 kilos de peso, fueron las primeras del país en estar preparadas para recibir alimentación eléctrica. El gran vitral que se observa desde fuera pertenece al salón de invierno. La parte posterior del edificio, con forma semicircular, pertenece al salón del Concejo Deliberante y allí está el estacionamiento de la Municipalidad.

## Galería de interiores

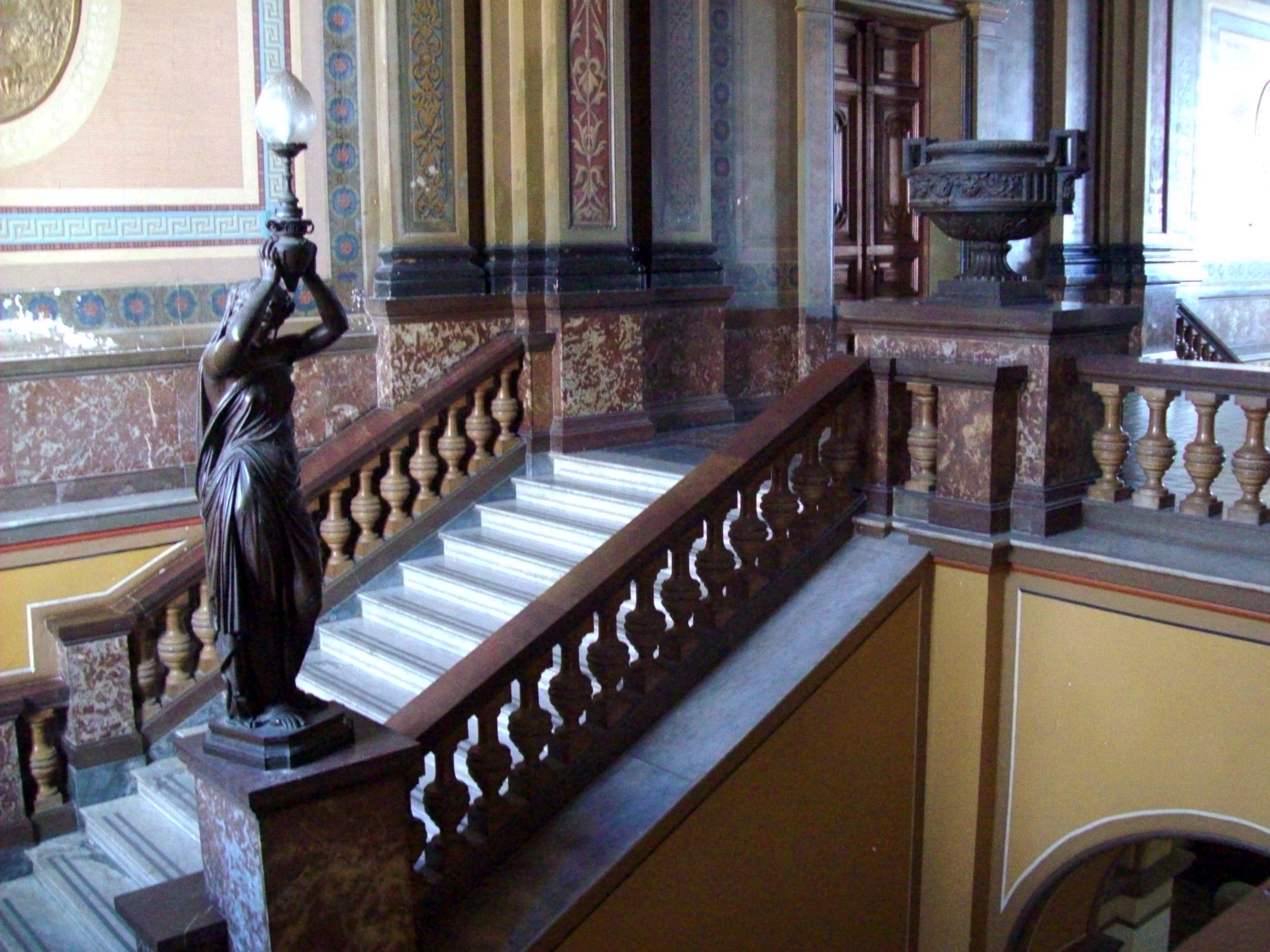
Escaleras con una estatua
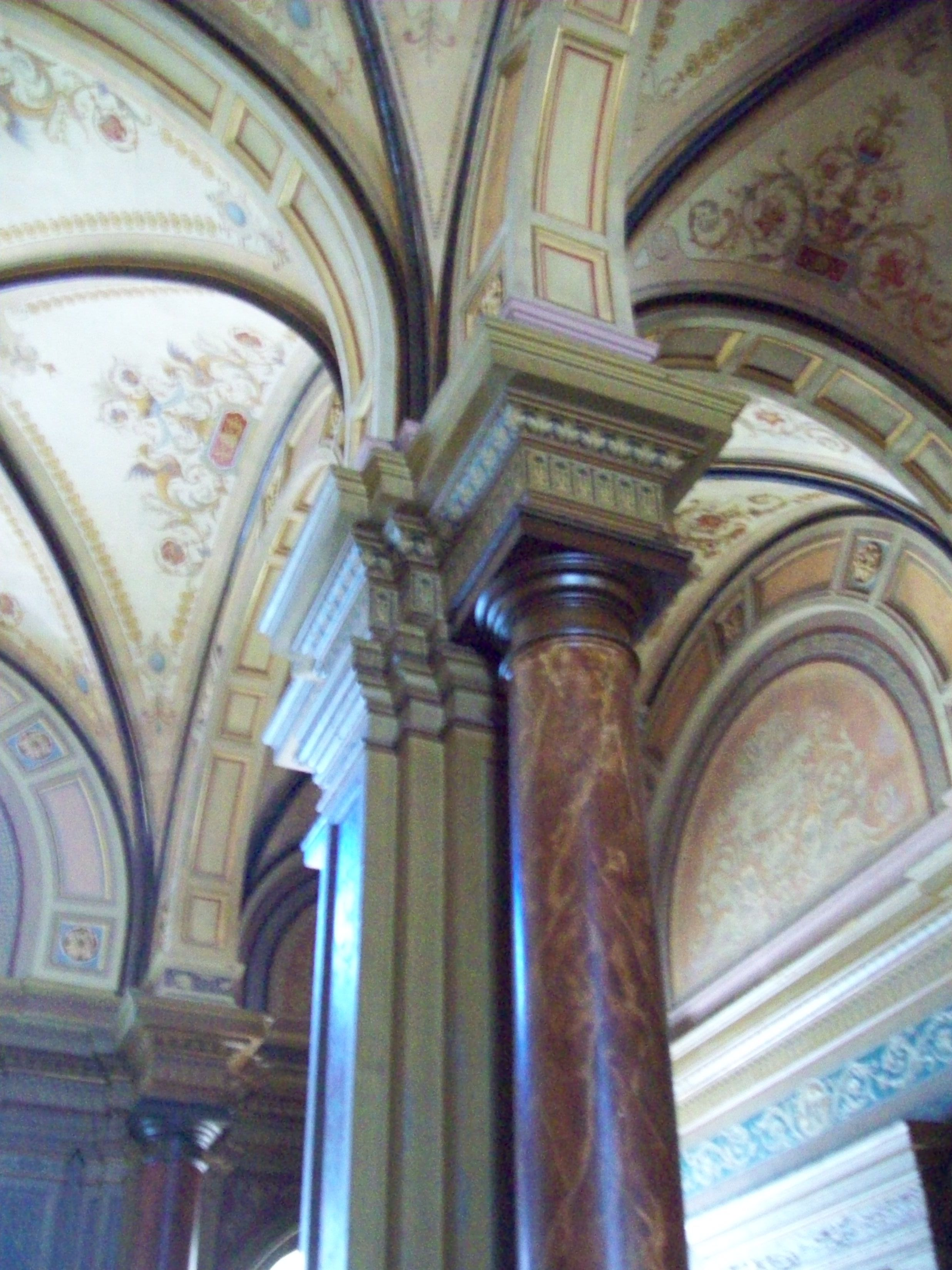
Parte superior de un pilar
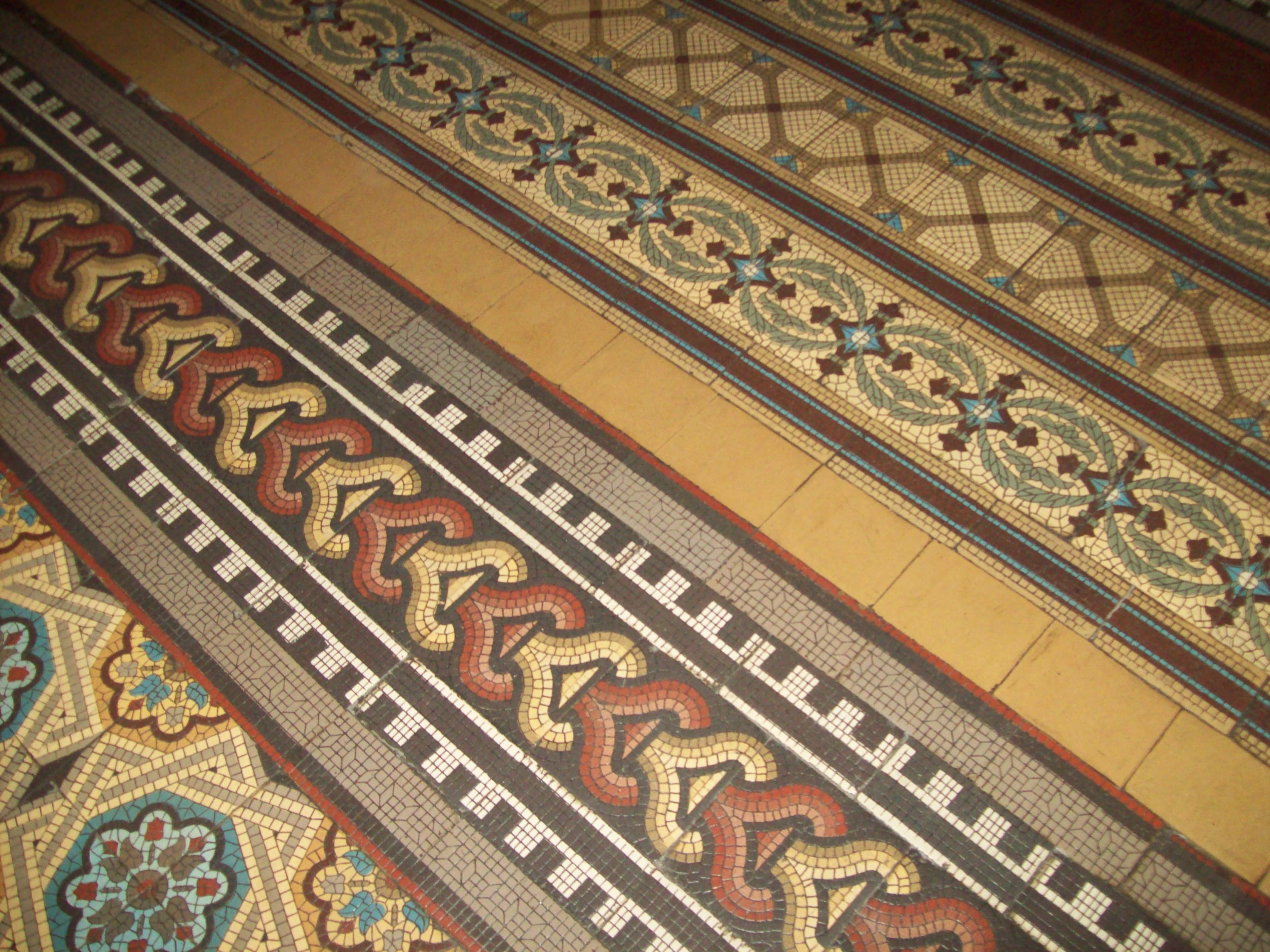
Detalle del diseño del suelo de mosaicos
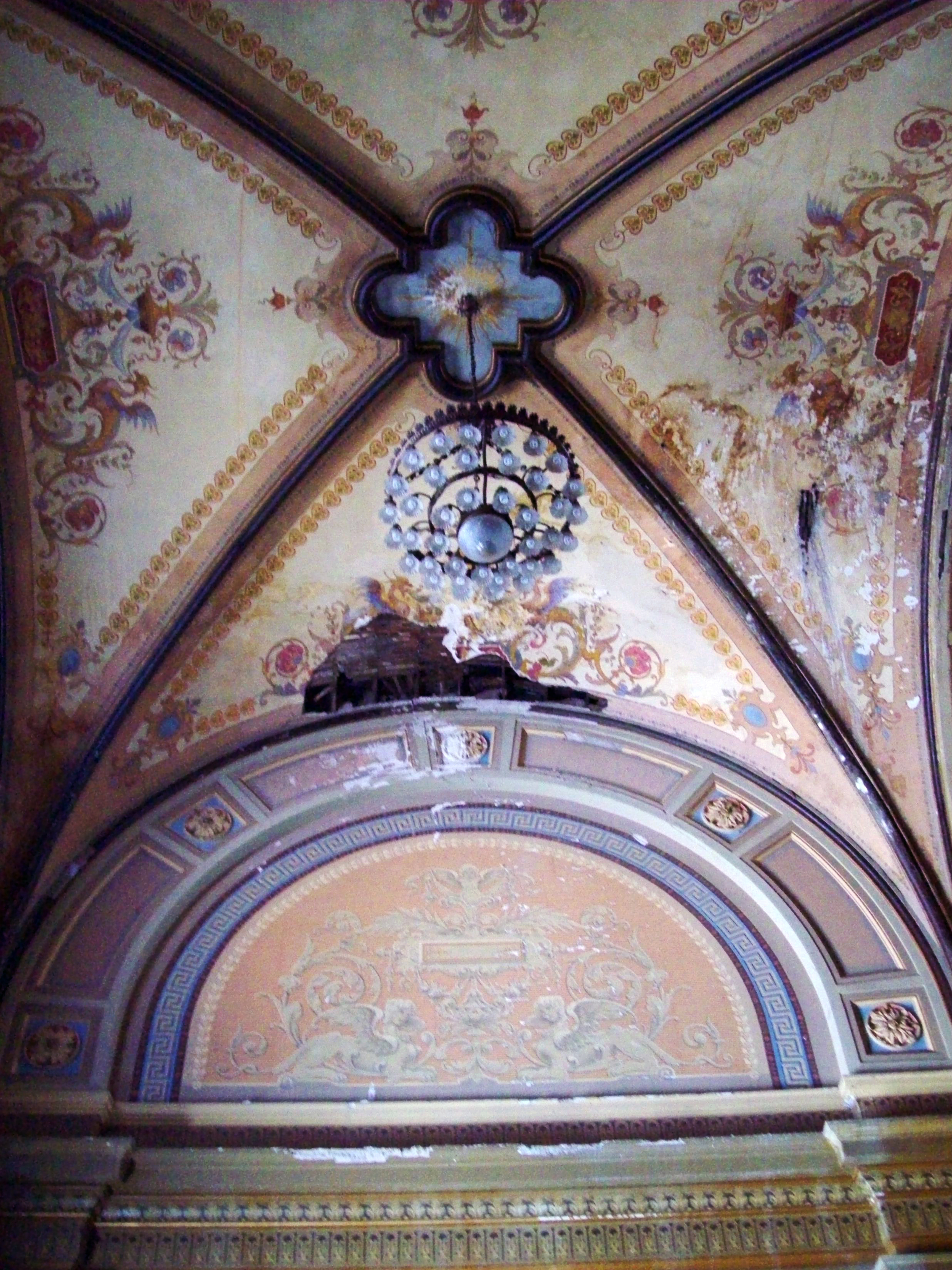
Bóveda de crucería

## Enlaces relacionados
- La Plata
- Plaza Moreno